# Project Gotham Racing 4
 (novembre 2018).
Si vous disposez d'ouvrages ou d'articles de référence ou si vous connaissez des sites web de qualité traitant du thème abordé ici, merci de compléter l'article en donnant les références utiles à sa vérifiabilité et en les liant à la section « Notes et références ».
Project Gotham Racing 4 (ou PGR4) est un jeu vidéo de course automobile sorti en octobre 2007 pour la console sur Xbox 360. Il est la suite directe de Project Gotham Racing 3, sorti en 2005.

## Système de jeu
PGR4 mélange les courses de voitures et de motos. Il propose 120 voitures et motos (Suzuki, Ferrari, Ducati, Saleen, Dodge, Ford, Chrysler, GM, Lotus, TVR, Yamaha, Toyota, Shelby, BMW, Audi, Bentley, Aston Martin, Spyker, Caparo T1, Peugeot Flux) pour 7 catégories différents.
Vous devez faire des Kudos pour gagner des étoiles, (dérapages, virages, accélérations, sauts, aspiration, wheelie, endo...).
En mode carrière Gotham il faut seulement concourir les épreuves et monter dans le classement et les niveaux (amateur, professionnel, crack, maître).

### Le temps
L'innovation importante de ce jeu course est la météorologie sur les circuits (brouillard, soleil, neige, pluie). Cela constitue une difficulté supplémentaire au jeu.

## Musique
Il existe une grande gamme de style de musique mais on peut aussi écouter ceux du disque dur de la console.

## Accueil
- Edge : 8/10[réf. nécessaire]